# リードメール
リードメールとは、ウェブサイトを用いた宣伝広告の手法のひとつであり、ビジネスモデルの一種である。

## 概要
広告主が出稿した広告を、サイト運営者がウェブサイトに掲載し、登録会員に閲覧させるビジネスモデルであり、宣伝の手法である。その歴史は深いとも浅いともいわれる。すでにリードメールのような形式で報酬を得ていた大手のポイントサイトなども存在しており、その派生がリードメールにあたる。
ウェブサイト上の広告などを閲覧することで、閲覧者（会員）は報酬を受けることができ、サイト運営者は広告主から得た収入と閲覧者に支払う報酬の差額を収入とする仕組みである。運営者の取り分は広告費の数%程度から十数パーセントが多い。
閲覧報酬の方法としては、メールおよびウェブサイトによって提供されるのがほとんどである。つまり、会員宛に配信されたメールに記載されているURLをクリックして、一定時間ウェブ広告を閲覧（あくまでもウェブブラウザで表示するという意味であり、人間が実際にそれをどの程度読むかは無関係）したことで報酬が積算されるものと、サイト上にあるPaid To Click（通称PTC）などのリンクをクリックして同様に閲覧し、報酬が発生するものである。
サイトによっては自サイトの集客のために、自社広告の閲覧をさせたり簡単なゲームをさせるなどによって、特別な報酬を付与したり、通常のポイントサイトのように成功報酬型広告形式の広告を掲載し、その収入の一部を成果として会員に還元するなども併用することもある。また、ダウンラインと呼ばれるアフィリエイト制度を採用しているサイトでは、自分専用に割り当てられたURLからリードメールサイトに登録した人がいれば、その「こども」の報酬の数パーセントを「親」が受け取ることもできる。
多くのサイトのほとんどの部分はPHPによって構成されており、ほぼ全てのサイトにおいてCashCrusaderやAuroraGPTと言った英語圏製のスクリプトを利用している。

## 運営
運営者は個人が1人で片手間にやっているようなところから、サポートセンターを要するような大規模な法人まで様々ではあるが、多くは、個人が小規模に運営しているところが多い。また、特に日本の運営者では、前述の通り英語圏で製作されたスクリプトを使用しているため、翻訳で手間取ってしまうことも多く、日本語化の困難さに目を付けた仲介業者も存在するほどである。仲介業者はサイトの翻訳に留まらず、サイトのデザインにはじまり、サーバの調達やデータセンターの紹介など多岐にわたるメニューを用意するところもあり、完全に運営を委託するようなサイトも見受けられる。

### アメリカのリードメール事情
アメリカで始まったこのシステムは瞬く間に普及していったが、その結果、サイトは乱立し報酬も分散してしまった。やがて宣伝業者も拡散していってしまったため、サイトに登録してもメールもほとんど届かず、サイトにも広告が掲載されていないなど、稼働状態にあるとは言えないサイトも多く、現在はすでに飽和状態による停滞期にあると言ってよい。まともに稼動しているサイトであっても、途中で会員が飽きてしまうために閲覧者の数も増えず、広告費用も減り、運営者にとってはまとまった収入にならない。また、維持が困難となって消滅したサイトからメールアドレスが流出するなどして、スパムメールが大量に送りつけられることも見受けられる（流出でなくとも、サイト自体がスパム発信源となっていることもある）。このような登録するときは注意が必要になる。
なお、アメリカではリードメールは「Paid to Read Email＝PTR」と呼ばれているため、リードメールと言う単語は和製英語に当たる。

### 日本のリードメール事情
アメリカで発展したこのシステムは日本でも普及していったが、決して多くのインターネット利用者が認知している訳ではない。ただ、他国のリードメールと比べて報酬が高く、0.1円からが多い（海外では$0.0001(=0.01セント≒0.01円）から$0.001程度が相場であり、$0.002以上はまれ）。また、紹介した人物が得る報酬の一部が自分に還元されるシステムを応用して「ダウンサポート」と呼ばれるサイトも多く見られる。
ただし、海外のリードメール業界と同様、運営が簡素化されたため大勢がサイトを運営した為、乱立状況となったため、広告主が集まらず、結果として報酬が微々たる物になってしまうサイトが増えている。これに加えて、広告料金の安売りが追い打ちを掛けている状況である。サイト運営者が赤字経営を続けた結果、会員への報酬が滞ったり、悪質なものになると一切支払われること無く閉鎖する例も見受けられる。さらには、元から詐欺目的で開設している場合もあるため、利用者は登録前や登録中、健全性の見極めが必要になる。
なお、海外には「Paid to Promote＝PTP」という表示広告の延長線上のシステムもあるが、日本では普及する前にアドセンス形式のアフィリエイトの普及が始まったために、認知している日本人は少ない。
公序良俗に反する広告は掲載しない旨の規約はほとんどのサイトにあるものの、実際には、詐欺まがいの広告や、無限連鎖講の防止に関する法律に抵触する可能性が高い広告も多い。2007年5月には、このような広告を頻繁に出していた会社社長が逮捕される事件も起きている。